# Charles Millon

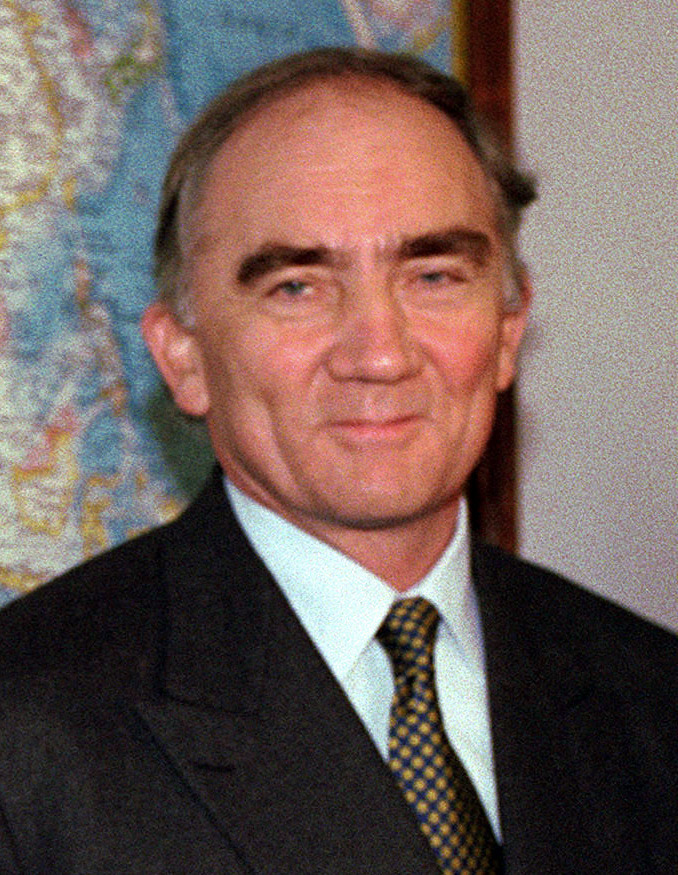
Charles Millon

Charles Millon (* 12. November 1945 in Belley, Département Ain) ist ein ehemaliger französischer Diplomat und Politiker der Union pour la démocratie française (UDF), der unter anderem Mitglied der Nationalversammlung, von 1988 bis 1999 Präsident des Regionalrates der Region Rhône-Alpes, zwischen 1995 und 1997 Verteidigungsminister und von 2003 bis 2007 Botschafter bei der Ernährungs- und Landwirtschaftsorganisation der Vereinten Nationen (FAO) in Rom war.

## Leben

### Studium, Bürgermeister und Abgeordneter
Millon absolvierte seine schulische Ausbildung am Lycée Lamartine seiner Geburtsstadt Belley sowie am Sainte-Marie Lyon. Danach begann er ein Studium der Rechts- und Wirtschaftswissenschaften an der Universität Lyon, das er mit einer Licence de sciences économiques und einem Diplôme d’études supérieures de sciences économiques abschloss. Während des Studiums schloss er sich dem von dem Biologieprofessor Michel Delsol gegründeten antikommunistischen Charles Péguy-Kreis an und lernte dort seine zukünftige Frau kennen, die spätere Historikerin, Philosophin und Schriftstellerin Chantal Delsol, Tochter des Herpetologen und Evolutionsbiologen Michel Delsol. 1970 gründete er in Lyon zusammen mit seinem Schwager Jean-Philippe Delsol und einem weiteren Partner die Anwaltskanzlei Delsol-Millon-Gariazzo, für die er als Rechts- und Steuerberater tätig war.
Seine politische Laufbahn begann Millon in der Kommunalpolitik, als er 1977 als Nachfolger von Charles Vulliod von den Divers gauche zum Bürgermeister von Belley gewählt wurde. Dieses Amt bekleidete er 24 Jahre lang. Am 19. März 1978 wurde Millon als Kandidat der Union pour la démocratie française (UDF) erstmals zum Mitglied der Nationalversammlung gewählt, der er als Vertreter des Département Ain zunächst bis zum 1. Juni 1995 angehörte. Zugleich war er zwischen 1978 und 2003 Mitglied des Regionalrates der Region Rhône-Alpes sowie von 1985 bis 1988 auch Mitglied des Generalrates des Département Ain.
1982 bewarb sich Millon um den Parteivorsitz der Parti républicain, einem der Bestandteile des Parteienbündnisses UDF, unterlag aber François Léotard, mit dem er anschließend eine langjährige Rivalität pflegte. Während der achten Legislaturperiode war Millon zwischen dem 4. April 1986 und dem 14. Mai 1988 Vizepräsident der Nationalversammlung und gehörte in dieser Zeit auch dem Ausschuss für Verfassungsrecht, Gesetzgebung und allgemeine Verwaltung der Republik (Commission des lois constitutionnelles, de la législation et de l’administration générale de la République) an.

### Regionalratspräsident, Fraktionsvorsitzender und Verteidigungsminister
Danach wurde er 1988 Nachfolger seines Parteifreundes Charles Béraudier als Präsident des Regionalrates der Region Rhône-Alpes und bekleidete diese Funktion elf Jahre lang. In der Nationalversammlung war er vom 23. Juni 1986 bis zum 9. Juni 1995 Mitglied des Auswärtigen Ausschusses (Commission des affaires étrangères) und in diesem zwischen Juli 1988 und Oktober 1989 auch Berichterstatter für den Haushalt. Am 23. Juni 1989 löste Millon Jean-Claude Gaudin als Vorsitzenden der UDF-Fraktion in der Nationalversammlung ab und übte diese Funktion bis zum 18. Mai 1995, woraufhin Gilles de Robien seine Nachfolge antrat.
Am 18. Juni 1995 legte Millon sein Mandat in der Nationalversammlung nieder, nachdem er am 18. Mai 1995 zum Verteidigungsminister (Ministre de la défense) in das erste Kabinett Juppé berufen wurde. Das Amt des Verteidigungsministers hatte er vom 7. November 1995 bis zum 2. Juni 1997 auch im zweiten Kabinett Juppé inne. Nach der erneuten Wahl François Léotards zum Vorsitzenden der Parti républicain trat Millon (gemeinsam mit sechs Abgeordneten) aus der Partei aus, blieb aber direktes Mitglied des Bündnisses UDF. Bei den Wahlen vom 1. Juni 1997 wurde Millon wieder zum Mitglied der Nationalversammlung gewählt, der er dieses Mal bis zu seinem Mandatsverzicht am 17. April 2001 angehörte. In dieser elften Legislaturperiode war er zwischen dem 13. Juni 1997 und dem 29. September 2000 zunächst wieder Mitglied des Auswärtigen Ausschusses sowie anschließend vom 23. September 2000 bis zum 17. März 2001 Mitglied des Ausschusses für nationale Verteidigung und die Streitkräfte (Commission de la défense nationale et des forces armées).
Bei der Regionalwahl im März 1998 wurde Millons Wiederwahl als Regionalpräsident von Rhône-Alpes auch durch die rechtsextreme Front National (FN) ermöglicht: Das bürgerliche Lager hatte nur 60 der 157 Sitze im Regionalrat (ebenso viele wie der Linksblock), die FN trug die entscheidenden Stimmen zur Mehrheit bei. Dies führte zum Streit innerhalb der UDF und zu deren Spaltung. Die Mehrheit der UDF verurteilte Millons Vorgehen und schloss ihn aus dem Bündnis aus. Er gründete daraufhin eine eigene Kleinpartei namens La Droite („Die Rechte“). Im Januar 1999 wählte der Regionalrat Millon wieder ab und ersetzte ihn durch Anne-Marie Comparini, die weiterhin der UDF angehörte. Im Oktober 1999 benannte sich La Droite in Droite Libérale-Chrétienne (DLC) um.
Nach seinem Ausscheiden aus dem Parlament wurde Millon 2001 Mitglied des Stadtrates von Lyon sowie zugleich Mitglied des Rates der Metropole Lyon und gehörte beiden Gremien bis 2008 an. Daneben war er von 2003 bis 2007 Botschafter bei der Ernährungs- und Landwirtschaftsorganisation der Vereinten Nationen (FAO) in Rom.

## Veröffentlichungen
- L’extravagante histoire des nationalisations, Paris, Plon, 1984, ISBN 2-259-01160-8
- Pour redresser la France, l’alternance-vérité, Paris, Albatros, 1986
- La tentation du conservatisme, Paris, Éditions Belfond, 1995, ISBN 2-7144-3259-X
- La paix civile, Paris, Odile Jacob, 1998, ISBN 2-7381-0659-5
- Lettres d’un ami impertinent à Jacques Chirac, Paris, Jean-Claude Lattès, 2002, ISBN 2-7096-2389-7

## Hintergrundliteratur
- Christian Terras, Michel Dufourt: Charles Millon, le porte-glaive : Radioscopie d’un scandale, Villeurbanne, Golias, 1998, ISBN 2-911453-39-5